# Bröstcancerförbundet
Bröstcancerförbundet är en riksorganisation för bröstcancerpatienters lokala bröstcancerföreningar. Bröstcancerförbundet får statligt bidrag från Socialdepartementet. Organisationen ingår i Funktionsrätt Sverige och Cancerfondens huvudmannaorganisation samt har även internationella samarbeten.
Intresseorganisationen avser att driva de frågor som berör de människor som har bröstcancerbehandlats. De främjar och tillvaratar deras intressen avseende behandling, vård och rehabilitering. Även de personer som löper risk att drabbas av bröstcancer på grund av ärftlighet avses i organisationen. Om man drabbats av bröstcancer, eller har någon i sin närhet som drabbats, kan man kontakta organisationen eller dess föreningar för att få stöd och hjälp. Bröstcancerförbundet arbetar även för bättre hjälpmedel samt anordnar konferenser och utbildningar inom området.
Den 1 januari 2018 bytte Bröstcancerföreningarnas riksorganisation (BRO) namn till Bröstcancerförbundet. BRO bildades 1982.